# Mia Threapleton
Mia Honey Threapleton, née le 12 octobre 2000 à Londres, est une actrice britannique.

## Biographie
Mia Threapleton naît le 12 octobre 2000 à Londres. Ses parents sont l'actrice Kate Winslet et le réalisateur Jim Threapleton (en),. Ses parents se séparent en 2001.

### Carrière
En 2014, Mia Threapleton, alors âgée de 14 ans, apparaît dans le film Les Jardins du roi, dans le rôle d'Helene. En 2020, elle joue le rôle d'Alma dans le film italien Shadows.
En 2022, elle incarne Rose dans la série télévisée américaine Les Liaisons dangereuses. La même année, elle joue aux côtés de sa mère Kate Winslet dans l'épisode I Am Ruth de la série télévisée I am... (en), diffusée par Channel 4. L'épisode remporte le BAFTA du meilleur drame et Kate Winslet remporte le BAFTA de la meilleure actrice,.
En 2023, elle incarne Honoria Marable dans la série télévisée Apple TV+, The Buccaneers.

### Vie privée
Mia Threapleton souffre de dyslexie. Elle est la fille de l'actrice Kate Winslet.

## Filmographie

### Cinéma

#### Longs métrages
- 2014 : Les Jardins du roi (A Little Chaos) d'Alan Rickman : Hélène
- 2020 : Shadows de Carlo Lavagna : Alma
- 2023 : Le Jeu de la reine (Firebrand) de Karim Aïnouz : Joan Bocher
- 2025 : The Phoenician Scheme de Wes Anderson : Sœur Liesl

#### Courts métrages
- 2024 : Barton Turf d'Alice Harding : Aimée
- 2024 : Two Places at Once de Freddie Bonfanti : Danni

### Télévision
- 2022 : Les Liaisons dangereuses (Dangerous Liaisons) (série télévisée) : Rose
- 2022 : I am... (en) (série télévisée) : Freya (épisode I Am Ruth)
- depuis 2023 : The Buccaneers (série télévisée) : Honoria Marable
- 2024 : Scoop de Philip Martin (téléfilm) : femme de chambre